# Rebrovo
Rebrovo (Bulgaars: Реброво) is een dorp in het westen van Bulgarije. Het dorp is gelegen in de gemeente Svoge in de oblast Sofia. Het dorp ligt hemelsbreed ongeveer 23 km ten noorden van de hoofdstad Sofia.

## Bevolking
Op 31 december 2020 telde het dorp Rebrovo 968 inwoners. Het aantal inwoners vertoont al vele jaren een dalende trend: in 1956 had het nog 2.421 inwoners.
| Bevolkingsontwikkeling tussen 1934 en 2020          |
| --------------------------------------------------- |
|                                                     |
| Bron: Nationaal Statistisch Instituut van Bulgarije |

Het dorp wordt nagenoeg uitsluitend bewoond door etnische Bulgaren. In 2011 identificeerden 995 van de 997 respondenten zichzelf als etnische Bulgaren (99,8%). 
| Etnische samenstelling van de respondenten (2011) | Etnische samenstelling van de respondenten (2011) | Etnische samenstelling van de respondenten (2011) | Etnische samenstelling van de respondenten (2011) | Etnische samenstelling van de respondenten (2011) |
| ------------------------------------------------- | ------------------------------------------------- | ------------------------------------------------- | ------------------------------------------------- | ------------------------------------------------- |
|                                                   |                                                   |                                                   |                                                   |                                                   |
| Bulgaren                                          | Bulgaren                                          |                                                   | 99,8%                                             | 99,8%                                             |
| Turken                                            | Turken                                            |                                                   | 0,0%                                              | 0,0%                                              |
| Roma                                              | Roma                                              |                                                   | 0,0%                                              | 0,0%                                              |
| Anders/Onbekend                                   | Anders/Onbekend                                   |                                                   | 0,2%                                              | 0,2%                                              |